# 中川知映
中川 知映（なかがわ ともえ、1985年9月16日 - ）は、スタイルコーポレーションに所属していた日本の元レースクイーン・モデル。
京都府出身、血液型はO型。

## 来歴
- 2006年：スーパー耐久「ings SUPER RACE QUEEN」としてレースクイーンデビュー。
- 2007年：前年に続きingsのレースクイーンを務める傍ら、A・C・G（オートカーギャラリー）Rockford Fosgate イメージガールを務める。
- 2008年：横部実佳、渕脇レイナ、伊勢真弓と共にSUPER GT「GREEN TECH KUMHOサーキットレディ」として活動。
- 2009年：南まこと、飯田奈月、徳永未遊と共にSUPER GT「RECLADY KUMHO サーキットレディ」を務める。
- 2012年2月：大阪オートメッセ出演が最後の仕事となり、同月末をもって芸能界引退。スタイルコーポレーションを退所した。

## 人物
- 趣味はお菓子作り、スノーボード。特技はフィギュアスケート。
- 姉が2人いる（本人のブログより）。
- 上記のGREEN TECH KUMHOサーキットレディのメンバーとは今でも仲が良く、特に横部実佳とはプライベートや仕事でも一緒になる程の仲だった。

## 出演

### イベント
- 東京オートサロン　ingsブース　ステージモデル（2007～2008年）
- 大阪オートメッセ　ingsブース　ステージモデル（2007年）
- 名古屋ドリームカーショー　イースコーポレーションブース（2007年）
- 大阪オートメッセ　イースコーポレーションブース（2008年）
- 東京オートサロン 尾林ファクトリーブース（2010年）
- 東京オートサロン  SUZUKIブース（2011～2012年）
- 大阪オートメッセ SUZUKIブース（2012年）

### テレビ出演
- パネルクイズ アタック25（朝日放送・1996年8月11日 夏休み小学生大会)
- 欽ちゃん&香取慎吾の新!仮装大賞（日本テレビ系・2009年1月8日） - バニーガール
- リーダーs ハウトゥBook（テレビ朝日・2009年6月15日）

### CM
- 赤城乳業「濃厚旨みるく」（2007年）
- メガネストア（2007年）

### ラウンドガール
- WBA・WBC世界フライ級ダブルタイトルマッチ　ラウンドガール（2008年）

## リリース作品

### DVD
- GLITTER（ビジュアルアーム・2007年8月5日発売）